# دي ماكي
دي ماكي (بالإنجليزية: Dee Mackey)‏ هو لاعب كرة قدم أمريكية أمريكي، ولد في 16 أكتوبر 1934 في غلمر في الولايات المتحدة، وتوفي في 26 فبراير 2001 في كلادووتر في الولايات المتحدة بسبب نوبة قلبية.

## وصلات خارجية
- دي ماكي على موقع مرجع كرة القدم المحترفة.كوم (الإنجليزية)